# Calle de Andriani
La calle de Andriani es una vía pública de la ciudad española de Sagunto.

## Descripción
La vía discurre desde la calle Mayor hasta la de San Miguel. Aunque ostentó el título gremial de «calle de Caldereros», desde 1887 honra con el actual al brigadier de ese apellido que defendió el castillo ante las embestidas francesas en el marco de la guerra de la Independencia. Aparece descrita en el Nomenclator de las calles, plazas y puertas antiguas y modernas de la ciudad de Sagunto (1901) de Antonio Chabret y Fraga con las siguientes palabras:

Andriani (calle de). Empieza en la calle Mayor y desemboca en la de San Miguel. Antes de esta denominación se llamaba de Caldereros, sin duda porque vivía en ella alguno de este oficio, pero en 1887 se sustituyó por el nombre de Andriani, que era el apellido del ilustre Brigadier de este nombre, defensor del Castillo de Sagunto en 1811, ante el sitio y varios asaltos de las tropas francesas al mando del general Suchet.
(Chabret y Fraga, 1901a, p. 24)